# Raoul Pugno
Stéphane Raoul Pugno (Montrouge, 23 juni 1852 – Moskou, 3 januari 1914) was een Frans componist, organist en pianist.

## Biografie

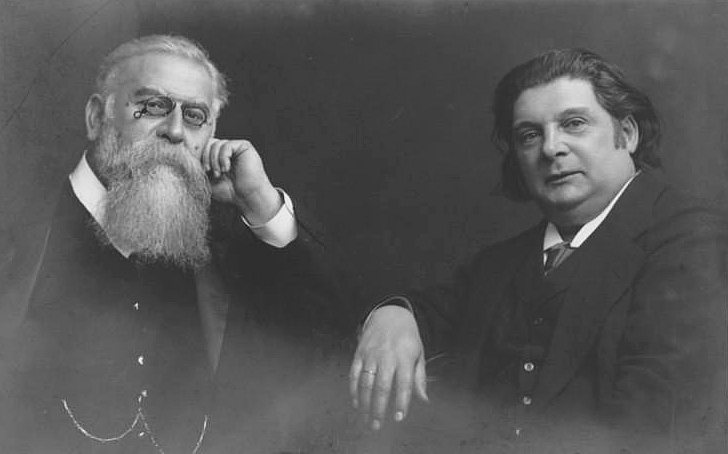
Raoul Pugno en Eugène Ysaÿe, laatste officiële foto (1913)

Raoul Pugno's uit Italië afkomstige vader had een gretige belangstelling voor muziek door zijn ontmoetingen met conservatoriumstudenten in het winkeltje aan de Parijse Rue Monsieur-le-Prince waar hij werkte; zijn moeder kwam uit Lotharingen. Raoul studeerde aan de École de Musique Classique et Réligieuse van Louis Niedermeyer en later aan het Conservatoire de Paris van 1866 tot 1869. Hij won de eerste prijs voor piano in 1866, harmonie in 1867, orgel in 1869 en de tweede prijs in contrapunt en fuga in 1869. Zijn pianoleraar was Georges Mathias, zijn orgelleraar François Benoist en zijn compositieleraar Ambroise Thomas.
Hij sloot zich aan bij de revolutionaire Commune van Parijs (1871), waardoor hij kortstondig, op 18-jarige leeftijd, directeur was van de Opéra de Paris. Het heeft zijn verdere carrière niet blijvend geschaad. Pugno was organist van de Église Saint-Eugène-Sainte-Cécile te Parijs van 1872 tot 1892. Later doceerde hij zelf ook aan het Conservatoire de Paris. Van 1892 tot 1896 was hij vakdocent harmonie, en vervolgens vakdocent piano van 1896 tot 1901. Tot zijn studenten behoorden Henry Février, Henri Mulet en Marie Jannette Walen.
Nadat een kennis hem had aangemoedigd om het pianoconcert van Grieg te gaan instuderen keerde Pugno in 1893 terug op het concertpodium waarbij hij dat concert speelde. Samen met Claude Debussy speelde Pugno op 8 mei 1893 een versie voor piano vierhandig  van Wagners Das Rheingold. Dit was de start van een internationale concertcarrière als pianovirtuoos. Hij toerde door Europa, naar Engeland in 1894, naar Amerika in 1897/98 en samen met de violist Eugène Ysaÿe ook naar Amerika in 1903. Ook trad hij meerdere malen op met het Concertgebouworkest op met Willem Mengelberg als dirigent. Hij was beroemd om zijn interpretaties van Chopin, Mozart en César Franck. In 1903 maakte hij grammofoonopnamen met werken van Liszt, Massenet, Chabrier, Chopin, Mendelssohn, Händel en Scarlatti. Daarnaast was hij productief als componist: hij componeerde meerdere opera's, balletten en vele pianowerken.
Vanaf 1896 werkte Pugno intensief samen met de meesterviolist Eugène Ysaÿe. De twee werden onafscheidelijke muzikale vrienden. Samen traden ze regelmatig op, waarbij kamermuziek van onder anderen Gabriel Fauré, Camille Saint-Saëns, César Franck en Ernest Chausson werd uitgevoerd. Daarnaast verzorgden ze de premières van de vioolsonates van Louis Vierne en Albéric Magnard en veel andere muziek die speciaal voor dit duo werd gecomponeerd omdat ze elk seizoen nieuwe werken wilden presenteren.
Pugno hield van het goede leven. Hij kon enorm genieten van feesten bij hem thuis, waarbij vele vrienden, onder wie Maurice Ravel, Gabriel Fauré, Eugène Ysaÿe, Jacques Thibaud, Paul Vidal en Louis Vierne aanwezig waren.
Pugno kan worden gezien als een van de belangrijkste docenten en muzikale vrienden van Nadia Boulanger. Zij ontmoette hem in 1904. Het toeval wil dat ze beiden buren waren, gedurende de wintermaanden in Parijs en in de zomermaanden in Gargenville, waar Pugno een enorm huis had, 'La maison Blanche' en waar hij burgemeester was van 1904 tot 1908. Vanaf het moment dat ze elkaar kenden speelde Pugno een belangrijke rol in de start van de carrière van Nadia. Hij zorgde onder andere voor haar eerste Amerikaanse studenten, die haar op hun beurt lessen in Engels gaven. Pugno stimuleerde Nadia tot twee keer toe om mee te doen aan de competitie voor de Prix de Rome, maar die heeft ze die nooit gewonnen. Wel behaalde ze de tweede prijs in 1908. Daarnaast zorgde Pugno, samen met Fauré, Vierne en anderen, voor studenten die naar Nadia gingen om muziekles te krijgen. Dit zou later uitgroeien tot haar beroemde woensdagmiddagklassen.

## Overlijden
In 1913 had Pugno een nieroperatie ondergaan, die een aanslag was op zijn algehele gezondheid. Daardoor was een concertreis, die hij samen met Nadia eind 1913 ging maken, hem eigenlijk te veel. De reis naar Moskou verliep niet geheel zonder problemen. In Berlijn moesten ze stoppen, omdat Pugno een bronchitis-aanval had gekregen. Na een 44 uur lange reis kwamen ze pas in Moskou aan in de avond vóór het concert. Pugno was totaal uitgeput en was niet meer in staat om te spelen. In de ochtend van 23 december stuurde Pugno een brief naar Sergej Rachmaninov met het vriendelijke verzoek om voor hem in te vallen. Rachmaninov weigerde en het concert van 23 december 1913 moest worden afgezegd. Pugno stierf op 3 januari 1914 op 61-jarige leeftijd in Moskou aan de gevolgen van een longembolie.

## Enkele composities

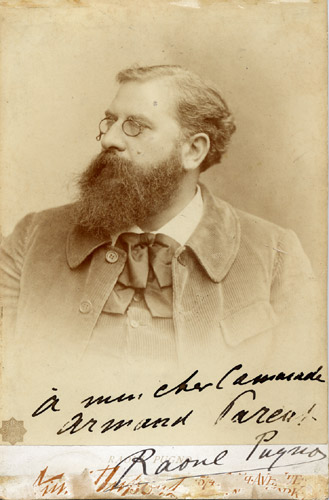
Raoul-Pugno, rond 1895

- Oratorio La Resurrection de Lazare (1879)
- Feerie La Fee Cocotte
- Ballet Les Papillons (London, 1881)
- Opera-comique Ninetta (1882)
- Opera-bouffe Le Sosie (1887)
- Opera-comique Le Valet de coeur (1888)
- Operas Le Retour d’Ulysse (1889), La Vocation de Marius (1890), La Petite Poucette (1891), Melusine
- Pantomime La Danseuse de corde (1892)
- Mimodrame Pour le drapeau (1895)
- Ballet Le Chevalier aux fleurs (1897, met André Messager)
- Bijkomstige muziek for Gabriele d'Annunzio’s Citta morte, met Nadia Boulanger
- liederen

## Pianowerken
- Pianosonate, 'Grande sonata pour piano' (1900)
- Esquisse, voor piano (1910)
- Rêverie orientale, piano vierhandig (1893)
- Petite valse, piano vierhandig (1885)
- Chanson de berceau, piano vierhandig (1893)
- Aubade, piano vierhandig (1893)
- Uit 'Album du Gaulois', Petite pièce en forme de canon (1885)
- Uit 'Paysages pour piano', No. 1 Brumes Matinales
- Uit 'Paysages pour piano', No. 2 Tintements de Clochettes
- Uit 'Paysages pour piano', No. 3 Bruts de Fête
- Uit 'Paysages pour piano', No. 4 Quand tout Dort
- Impromptu, voor piano
- Intermezzo, voor piano
- Uit 'Trois pièces pour piano', No. 1 Romance (1885)
- Uit 'Trois pièces pour piano', No. 2 Landler (1885)
- Uit 'Trois pièces pour piano', No. 3 Humoresque (1885)
- Arabesque, voor piano
- Petite valse, voor piano
- Polketta, voor piano (1885)
- Uit 'Les Soirs, Quatre pièces pour piano', (1885) No. 1. Soir de Printemps "Au bord d'un ruisseau"
- Uit 'Les Soirs, Quatre pièces pour piano', (1885) No. 2. Soir d'Eté "Sérénade à la lune", Pugno heeft dit werk opgenomen in 1903
- Uit 'Les Soirs, Quatre pièces pour piano', (1885) No. 3. Soir d'Automne "Causerie Sousbois"
- Uit 'Les Soirs, Quatre pièces pour piano', (1885) No. 4. Soir d'Hiver "Conte fantastique"
- Valse de concert, voor piano
- Air a Danser, voor piano (1895)
- Marivaudage, voor piano (1885)
- Valse lente, voor piano, Pugno heeft dit werk opgenomen in 1903
- Pulcinella, voor piano
- Farandole, voor piano
- Libellule, voor piano
- Première Mazurka, voor piano
- Deux Valses, voor piano
- Caprice Badin, voor piano
- Uit les Rois en Exil, No. 1 Mazurka
- Uit les Rois en Exil, No. 2 Valse
- Uit les Rois en Exil, No. 3 Hymne Dalmate
- Boléro oriental, voor piano
- Esquisses musicales, voor piano
- Valse bizarre, voor piano
- Valse militaire, voor piano
- Valse mineure, voor piano
- Tricotets, voor piano
- Exercices, voor piano
- Berceuse, voor piano
- Souvenir de S.te Geneviève, grande valse pour piano
- Graziosa Polk, voor piano
- 3e Mazurka de concert, voor piano
- Impromptu militaire, voor piano
- Pensées musicales, voor piano
- Carnets d'esquisses, voor piano

## Opgedragen aan Pugno
- Praxinoë, 'légende lyrique' voor solisten en koor, op. 22 van Louis Vierne
- Caprice Op. 2 van Albert Chevalet
- Prélude en Mib van Raymond Chanoine-Davranches
- Nocturne 1 uit Trois valses nocturnes van Florent Schmitt
- Nocturne Op. 55 van Louis Benoit
- Vioolsonate nr. 1 van Joseph Guy Ropartz
- Etude nr. 6 (Toccata d'après le cinquième concerto), uit 6 Etudes Op. 111 van Camille Saint-Saëns
- Vioolsonate van Théodore Dubois (samen met Eugène Ysaÿe)
- Les abeilles uit Poèmes Virgiliens van Théodore Dubois
- Un Moment Fantastique van Christiaan Kriens
- Caprice mélancolique voor 2 Piano's van Reynaldo Hahn
- A la Fontaine uit 2 Pièces Caractéristiques van Albert Chandelier
- Carillon mystique Op. 31 van Mel Bonis
- Preludio e Fughetta uit 3 Pièces Formant Suite de Concert, Op. 40 van Gabriel Pierné
- Valse folle van Jules Massenet
- Passe-pied van Louis-Albert Bourgault-Ducoudray
- Allegro con brio uit École moderne du piano, Op. 99 van Jacques Gregior